# Bangladeschische Badmintonmeisterschaft 2009
Die Bangladeschische Badmintonmeisterschaft 2009 war die 29. Austragung der nationalen Titelkämpfe im Badminton in Bangladesch. Sie fand im Februar 2009 in Bogra statt.

## Finalergebnisse
| Disziplin    | Sieger                                       | Finalist                                           | Ergebnis            |
| ------------ | -------------------------------------------- | -------------------------------------------------- | ------------------- |
| Herreneinzel | Ahsan Habib Parash (Biman)                   | Md Rais Uddin (Biman)                              | 21-17, 21-14        |
| Dameneinzel  | Shapla Akhter (Narayanganj)                  | Konika Rani Adhikary (Biman)                       | 21-23, 21-9, 21-10  |
| Herrendoppel | Ahsan Habib Parash Rasel Kabir Sumon (Biman) | Moktar Hossain Md Rais Uddin (Narayanganj)         |                     |
| Damendoppel  | Shapla Akhter Munmun Rahman Dolla (Biman)    | Konika Rani Adhikary Jebunnesa Seema (Narayanganj) |                     |
| Mixed        | Mostofa Mohammed Jabed Shapla Akhter (Biman) | Ahsan Habib Parash Jebunnesa Seema (Biman)         | 21-18, 14-21, 21-10 |